# ヘリオ (小惑星)
ヘリオ (895 Helio) は、小惑星帯の小惑星。マックス・ヴォルフがハイデルベルクのケーニッヒシュトゥール天文台で発見した。
ヴォルフに命名を依頼された物理学者のフリードリッヒ・パッシェンが、当時研究していたヘリウムに因んで名付けた。
2005年10月に福島県で掩蔽が観測された。